# Revista de España y del Estrangero
La Revista de España y del Estrangero fue una revista publicada en Madrid entre 1842 y 1844, durante el reinado de Isabel II.

## Historia
Editada en Madrid, su director y redactor principal, fue Fermín Gonzalo Morón. Se imprimió primer en el establecimiento tipográfico de la calle del Sordo n.º 11, y por último en la imprenta de La Publicidad. Su primer número apareció el 15 de enero de 1842, con cuarenta y ocho páginas de 0,142 × 0,081 m. En 1845, pasó a llamarse Revista de España, de Indias y del Extrangero, estando esta cabecera bajo la dirección de Fermín Gonzalo Morón e Ignacio de Ramón Carbonell. La primera serie (1842-1844) habría tenido ocho tomos y la segunda (1845-1848) trece. Se trataba de una publicación principalmente política y literaria.